# Варвара (Бургаська область)
Варва́ра (болг. Варвара) — село в Бургаській області Болгарії. Входить до складу громади Царево.

## Населення
За даними перепису населення 2011 року у селі проживали 260 осіб.
Національний склад населення села:
| Національність   | Кількість осіб | Відсоток |
| ---------------- | -------------- | -------- |
| болгари          | 186            | 72,9%    |
| цигани           | 62             | 24,3%    |
| інша             | 3              | 1,2%     |
| Всього відповіли | 255            |          |

Розподіл населення за віком у 2011 році:
Динаміка населення: